# Aeroportul Tungsten (Cantung)
Aeroportul Tungsten (Cantung) (IATA: TNS) este un aeroport din Teritoriile de Nord-Vest, Canada.
Situat la o altitudine de 1.113 m, aeroportul dispune de o singură pistă.